# 奧泊灰蝶屬
奧泊灰蝶屬（Ginger Whites，學名：Oboronia）是灰蝶科眼灰蝶亞科中的一個屬。物種分佈於非洲森林。與奧泊灰蝶屬物種翅膀不同——缼少了翅尾的裝飾灰蝶（O. ornata）於2005年被視作奧泊灰蝶屬的異名。

## 物種
- 白奧泊灰蝶 （Oboronia albicosta） (Gaede, 1916)
- 布奧泊灰蝶 （Oboronia bueronica） Karsch, 1895
- 古奧泊灰蝶 （Oboronia guessfeldti） (Dewitz, 1879)
- 利奧泊灰蝶 （Oboronia liberiana） Stempffer, 1950
- 裝飾灰蝶 （Oboronia ornata） (Mabille, 1890)
- 偽斑奧泊灰蝶 （Oboronia pseudopunctatus） (Strand, 1912)
- 多斑奧泊灰蝶 （Oboronia punctatus） (Dewitz, 1879)